# Wouter George
Wouter George (Leuven, 3 maart 2002) is een Belgisch voetballer die onder contract ligt bij Oud Heverlee Leuven. George is een middenvelder.

## Carrière
George genoot zijn jeugdopleiding bij Oud-Heverlee Leuven en KAA Gent. Bij laatstgenoemde club maakte hij op 26 november 2020 zijn officiële debuut in het eerste elftal: in de Europa League-wedstrijd tegen Rode Ster Belgrado mocht hij in de 85e minuut invallen voor Sven Kums. Een week eerder had hij van de club een contractverlenging tot 2023 gekregen. Later dat seizoen mocht hij ook een klein halfuur meespelen in de bekerwedstrijd tegen KFC Heur-Tongeren. Op 16 mei 2021 liet trainer Hein Vanhaezebrouck hem ook debuteren in de Jupiler Pro League: op de vierde speeldag van de Europe play-offs mocht hij tegen KV Oostende in de 78e minuut invallen voor Alessio Castro-Montes.
Op 12 juli 2022 werd bekend dat George terugkeerde naar OH Leuven. In het seizoen 2022/23 was George actief voor Leuven U23, dat uitkwam in de Eerste Nationale. Op 26 oktober 2024 maakte George zijn debuut voor OH Leuven. Hij kreeg tien minuten speeltijd in een 0-2 overwinning tegen Charleroi. Op 11 januari 2025 kreeg George zijn eerste basisplaats van coach Chris Coleman in de wedstrijd tegen KRC Genk. Op 23 april 2025 maakte OH Leuven bekend dat George zijn contract had verlengd tot de zomer van 2028.

## Clubstatistieken
| Seizoen         | Club            | Competitie       | Competitie | Competitie | Beker | Beker | Europees | Europees | Totaal | Totaal |
| Seizoen         | Club            | Competitie       | Wed.       | Dlp.       | Wed.  | Dlp.  | Wed.     | Dlp.     | Wed.   | Dlp.   |
| --------------- | --------------- | ---------------- | ---------- | ---------- | ----- | ----- | -------- | -------- | ------ | ------ |
| 2020/21         | KAA Gent        | Eerste klasse A  | 1          | 0          | 1     | 0     | 1        | 0        | 3      | 0      |
| 2021/22         | KAA Gent        | Eerste klasse A  | 0          | 0          | 0     | 0     | 0        | 0        | 0      | 0      |
| 2022/23         | OH Leuven U23   | Eerste Nationale | 21         | 1          | -     | -     | -        | -        | 21     | 1      |
| 2023/24         | OH Leuven U23   | Eerste Nationale | 0          | 0          | -     | -     | -        | -        | 0      | 0      |
| 2024/25         | OH Leuven U23   | Eerste Nationale | 10         | 0          | -     | -     | -        | -        | 10     | 0      |
| 2024/25         | OH Leuven       | Eerste klasse A  | 14         | 0          | 3     | 0     | -        | -        | 17     | 0      |
| Carrière totaal | Carrière totaal | Carrière totaal  | 46         | 1          | 4     | 0     | 1        | 0        | 51     | 1      |

Bijgewerkt op 27 april 2025.
2 Kotto ·
3 Brown ·
4 Watanabe ·
5 Lopes ·
6 Gandelman ·
8 Gerkens ·
9 Guðjohnsen ·
10 Omgba ·
11 Sonko ·
12 Gambor ·
13 Mitrović ·
14 Vanzeir‎ ·
15 Ito ·
16 Delorge ·
17 Hjulsager ·
18 Samoise ·
19 Surdez ·
20 Araújo ·
21 Dean ·
22 Fadiga ·
23 Torunarigha ·
24 Kums  ·
26 Fortin ·
27 De Vlieger ·
29 Varela ·
30 De Schrevel ·
32 Vandenberghe ·
33 Roef ·
35 De Meyer ·
45 Goore ·
Coach: Milićević
· Assistent-coach: Van Dessel